# John Ousterhout
John Ousterhout (Contea di Solano, 15 ottobre 1954) è un informatico statunitense.
È il creatore del linguaggio di scripting Tcl e del relativo strumento per la realizzazione di GUI, Tk, che egli sviluppò quando era professore presso Berkeley (Università della California).
Ousterhout è anche l'autore originario del programma VLSI CAD Magic, nonché l'ideatore del file system LFS.
Ha ottenuto la laurea in Fisica presso l'Università Yale e il dottorato in Informatica presso l'Università di Carnegie Mellon.